# Cephalotes haemorrhoidalis
Cephalotes haemorrhoidalis är en myrart som först beskrevs av Pierre André Latreille 1802.  Cephalotes haemorrhoidalis ingår i släktet Cephalotes och familjen myror. Inga underarter finns listade.